# Klara kyrka
Klara kyrka eller Sankta Clara kyrka är en kyrka på Norrmalm i Stockholms innerstad. Före 1989 var den församlingskyrka i Klara församling, som då införlivades i Stockholms domkyrkoförsamling, och kyrkan är nu distriktskyrka med en EFS-förening som ansvarig för kyrkans verksamhet. Kyrkans namn kommer ifrån det kloster som tidigare låg på platsen, Sankta Klara kloster.
Kyrkobyggnaden började uppföras under 1500-talets andra hälft av den holländske byggmästaren Hendrik van Huwen och sedan dess har många arkitekter varit inblandade i byggnadens vidare gestaltning, bland annat Willem Boy, Göran Josuae Adelcrantz, Carl Fredrik Adelcrantz, Carl Hårleman och senast (1963–1965) Artur von Schmalensee. Med sitt 116 meter höga torn är Klara kyrka Sveriges och Skandinaviens näst högsta kyrka, efter Uppsala domkyrka.

## Kyrkobyggnaden

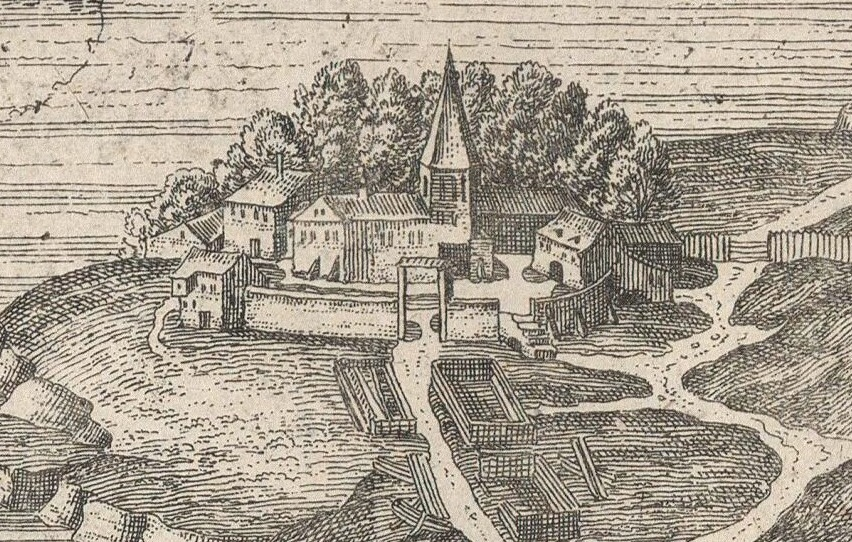
Klara kloster, Blodbadsplanschen 1524

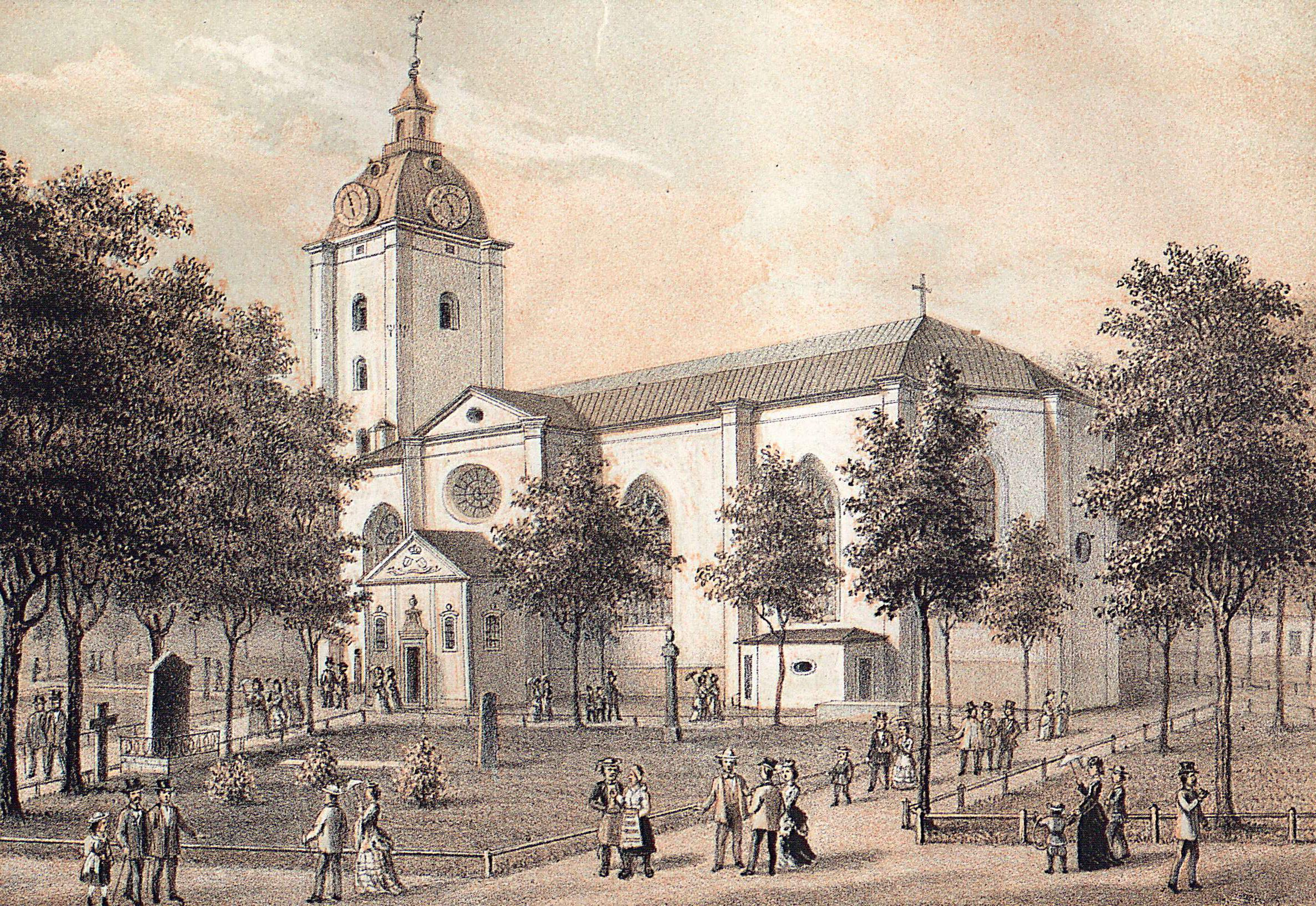
Färglitografi från 1874.

Klara kyrka ligger vid Klara östra kyrkogata i Stockholms city. Kyrkogården, som i stort sett har samma utsträckning som på 1600-talet är nästan helt kringbyggd av modern bebyggelse. 
På platsen grundlades under 1280-talet S:ta Clara nunnekloster och klosterkyrka. Gustav Vasa lät riva klostret och kyrkan 1527. Två altarskåpsdörrar finns dock bevarade. Den nuvarande kyrkan lät Johan III uppföra, med anlitande av den holländske byggmästaren Hendrik van Huwen; troligtvis var även Willem Boy anlitad, i egenskap av kungens främste arkitekt. 
Kyrkan är uppförd av tegel. Den har latinsk korsplan, polygonal koravslutning och ett västtorn med spira. Det enskeppiga kyrkorummet täcks av kryssvalv. Sakristior är vidbyggda öster och väster om norra korsarmen, trapphus är tillfogade till tvärskeppsgavlarna och polygonala tillbyggnader finns på båda sidor om tornet. Långhus med kor, tvärskepp och torn uppfördes 1572–1590. År 1651 uppfördes den västra sakristian, påbyggd 1835. Agneta Wrede lät bygga den södra porten, vilken pryds av vapnen för ätterna Wrede och Lillie.
Södra korsarmens trapphus uppfördes 1726, sannolikt ritat av Göran Josuae Adelcrantz. Kyrkan drabbades av en eldsvåda~1751, den återuppbyggdes följande år efter överintendent Carl Hårlemans ritningar, norra trapphuset tillkom och taket fick sin nuvarande form. Tornet och fasaderna fick nuvarande utseende vid Helgo Zettervalls restaurering 1884–1886, då tillkom även tornutbyggnaderna. Interiören präglas i dag av Agi Lindegrens restaurering 1906–1907. Olle Hjortzberg försåg valven med målningar. 
Sommaren 1880 gjordes en omfattande reparation och uppsnyggning av kyrkans yttre där taket ommålades och de större spetsbågefönstren fick nya glas med blyinfattning. Sommaren 1881 skulle en renovering av kyrkans inre genomföras då även vitrappning av tornets utsida skulle ske.
Kyrkan omges av förråd, ekonomibyggnad, ett antal gravkor och Klara skolas byggnad från 1600-talets mitt.

## Inventarier
- Altartavlan från 1766 är målad av Jonas Hoffman
- Altaruppsatsen från 1787–1790 är utförd av C F Adelcrantz. Altaruppsatsen flankeras av två knäböjande änglar, huggna 1904 efter gipsoriginal av Johan Tobias Sergel.
- Dopfunten är tillverkad av Thor Thorén 1908.
- Predikstolen är troligen utförd 1753 efter Carl Hårlemans ritningar.

## Orglar

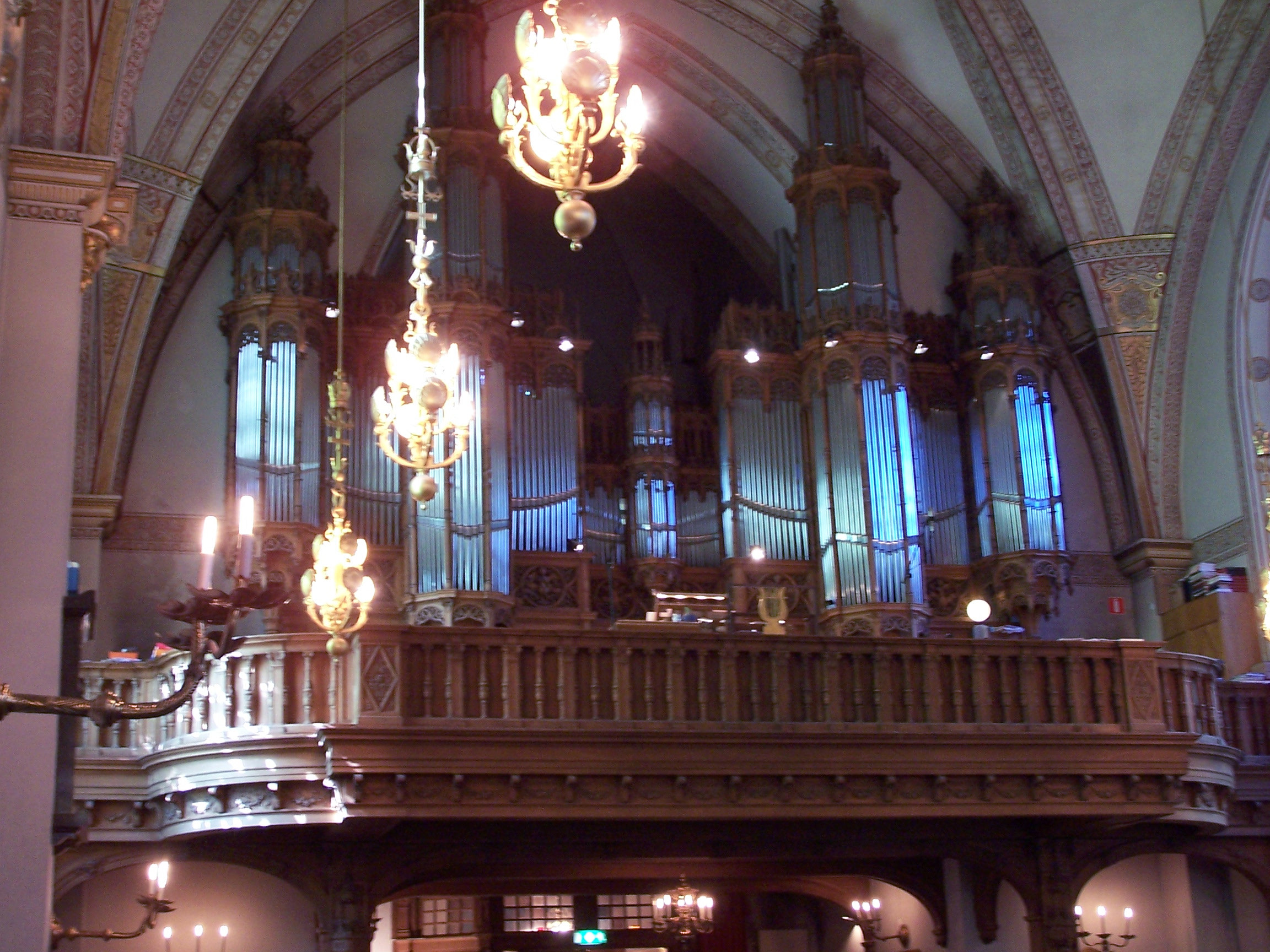
Orgeln.

- Kyrkans ursprungliga orgel var byggd 1628 och den utökades 1648 med flera stämmor.
- 1761 byttes den ut mot en ny orgel med 40 stämmor som var skänkt till kyrkan av bryggaren Sven Svensson Nos änka. Orgeln var då värderad till 32 000 Daler kopparmynt.[3]
- 1881 skulle firman Åkerman & Lund Orgelbyggeri, Norrmalm, bygga en ny orgel med bibehållande av det gamla verkets struktur. Några enskilda stämmor skulle behållas. Det nya orgelverket skulle ha 43 stämmor. Även skulle orgeln utrustas med pneumatiskt system.[3] 1907 företog Åkerman & Lund Orgelbyggeri, Sundbyberg,  en fullständig ombyggnad av orgelverket. Det fick därefter 45 stämmor, vilka 1939 utökades till totalt 58.[4]

### Diskografi
Inspelningar av musik framförd på kyrkans orglar.
- In Dulci jubilo : julmusik från olika länder och tider i S:ta Clara kyrka / Thunarf, Per, orgel & klockspel. CD. Per Oas Records PACD002. 2005.
- Musik vid lunchtid i S:ta Clara kyrka / Thunarf, Per, orgel. CD. Peroas Records PACD001. 2004.
- Organum / Åhlén, Waldemar, orgel. LP. Proprius PROP 7753. 1975.
- Orgel i S:ta Clara kyrka, Stockholm / Thunaf, Per, orgel. LP. Wisa Wislp 558. 1978.
- Svensk orgelmusik / Thunarf, Per, orgel. LP. Wisa Wislp 638. 1986.

## Verksamhet
Klara kyrka är bas för ett omfattande hjälparbete bland behövande i Stockholms city. Det handlar om att ge mat och kläder till hemlösa, missbrukare och flyktingar, att stödja prostituerade, stressade och sjuka med samtal och bön, och att besöka fängelser. Det ordnas även ett matutdelning mån-fredag  I Klara kyrka finns diakoner, präster och många frivilliga som ägnar mycket tid och energi åt detta arbete, som utifrån avtal med Domkyrkoförsamlingen samordnas av föreningen S:ta Clara kyrka, ansluten till Evangeliska fosterlandsstiftelsen. Föreningen  utgör också basen i den gudstjänstfirande församlingen, och organiserar ungdomsgrupper, böne- och bibelstudiegrupper samt kurser om grunderna för kristen tro.
Julen 2015 kom SVT:s julutsändningar från kyrkans julgudstjänster.

### Interiör

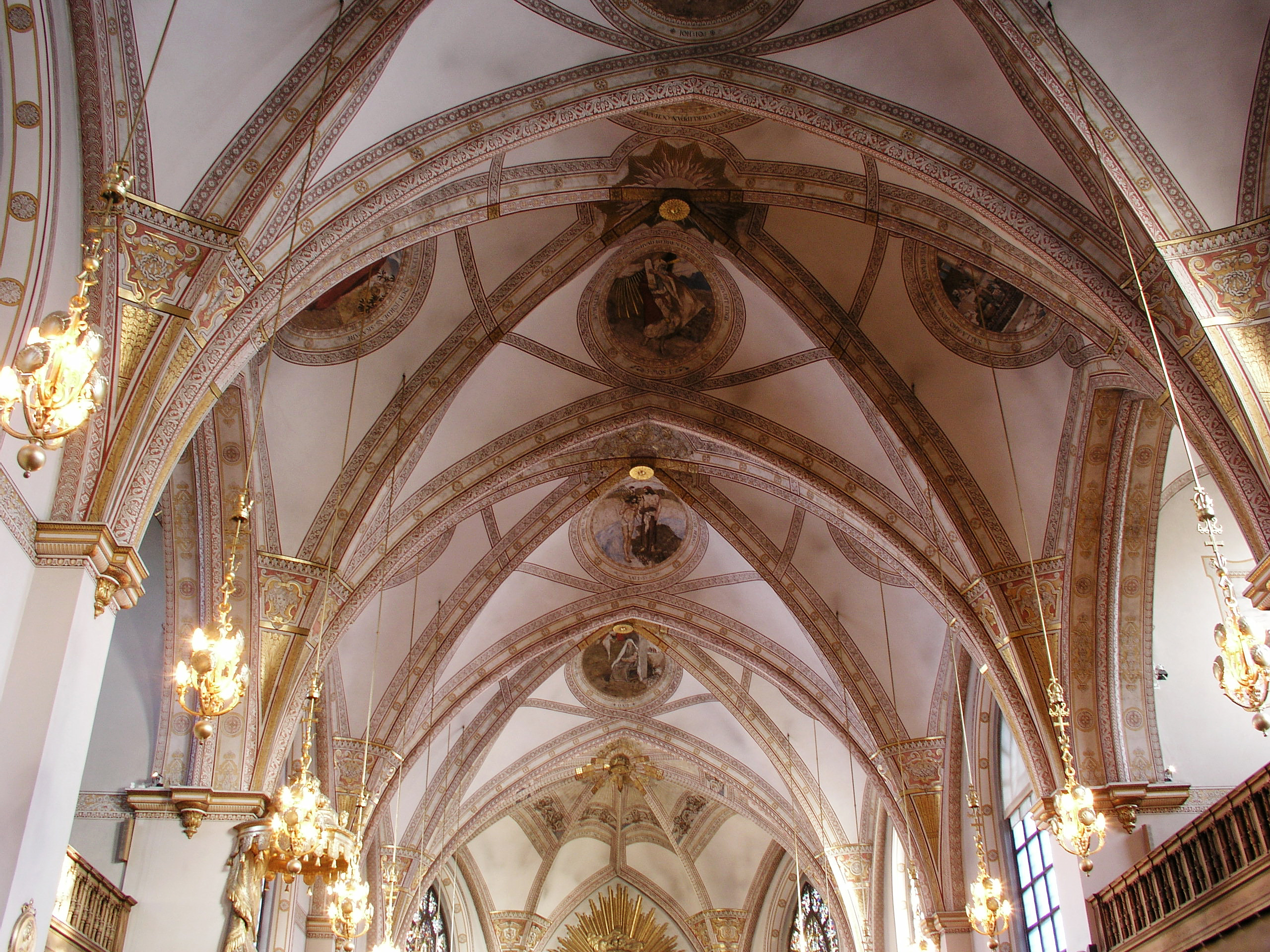
Takvalv
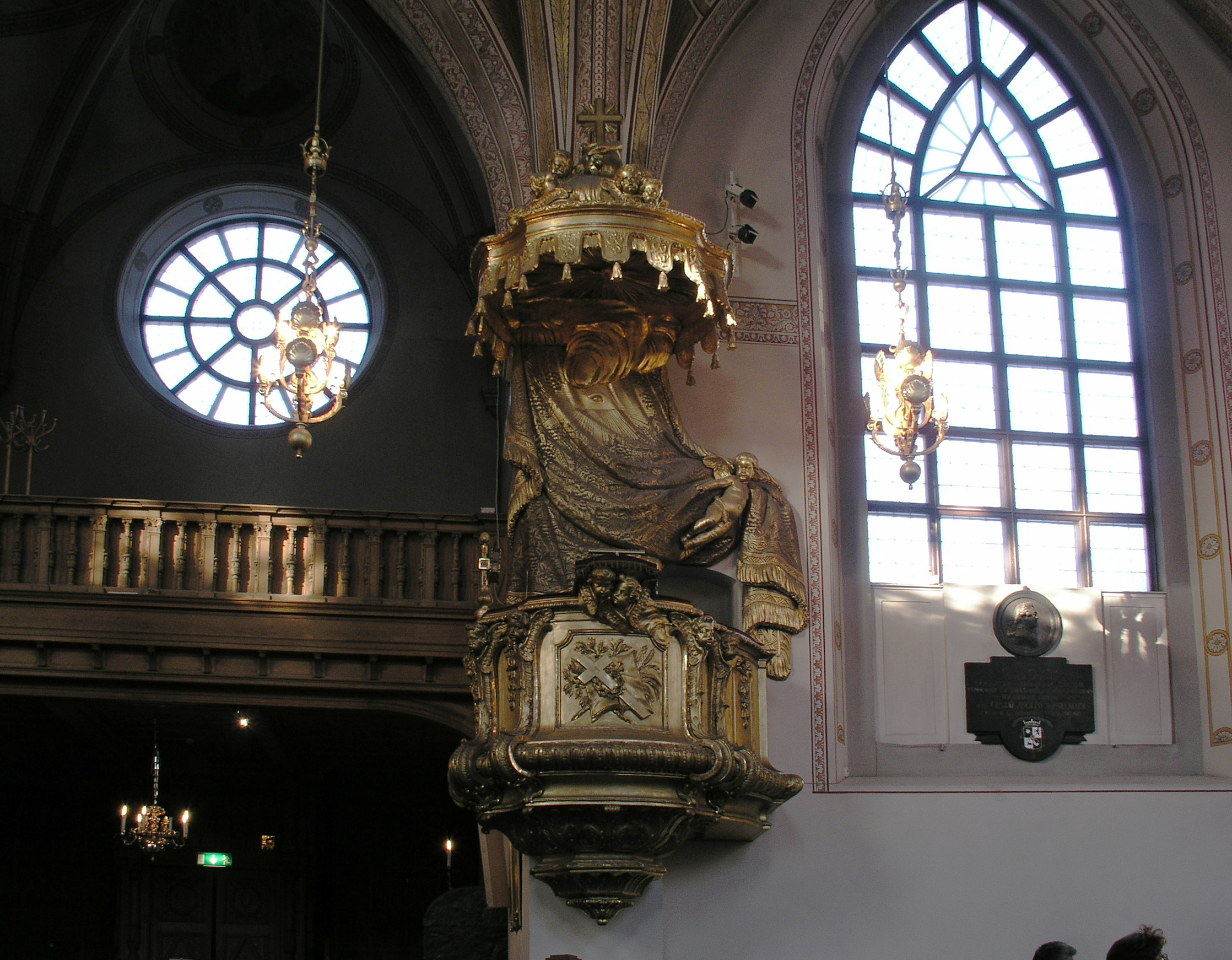
Predikstolen
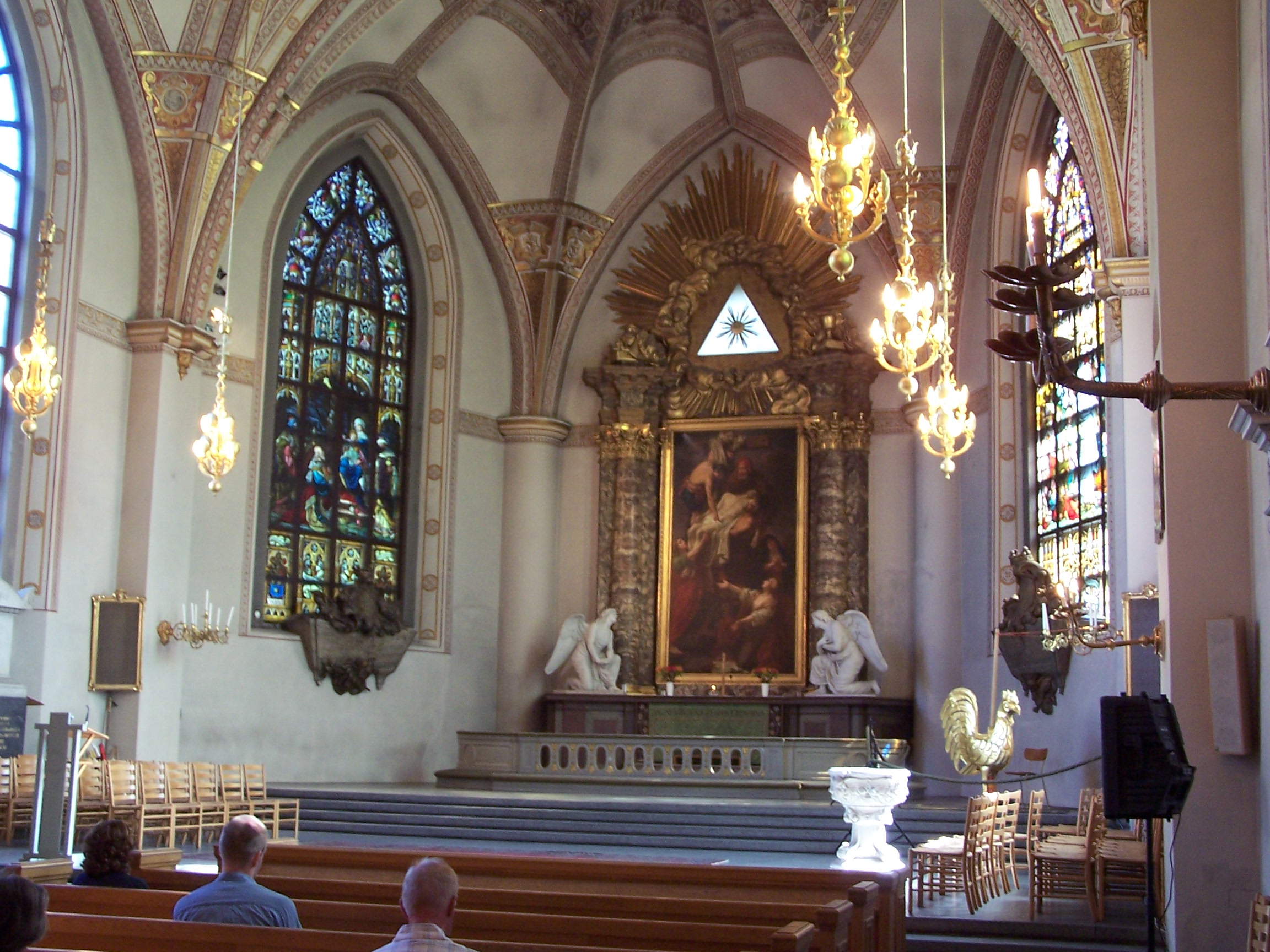
Altaret och altartavlan

## Tornet
Tornet är uppmurat av rött tegel med band av svart, glänsande klinker och avslutas med en hög kopparklädd tornspira, som omges av fyra mindre hörntorn med spiror. I november 1932 blev det då största plåttäckningsarbetet i Sverige klart, då kyrkans 1 400 m² stora torntak blev täckt med 1 600 kopparplåtar, med en totalvikt av 10 000 kg. Tornspetsen utgörs av ett kors i smide på ett förgyllt klot och med en förgylld kyrktupp överst. Även hörntornen avslutas överst med kors i smide på förgyllda klot. Restaureringen 1963–1965 av bland annat Artur von Schmalensee var av mer teknisk art. I samband med det installerades ett nytt, elektriskt verk till tornuret. Numera skyddas tornet mot brand genom en sprinkleranläggning. Tornet är 116 meter högt och därmed Sveriges och Skandinaviens näst högsta kyrka och en av Sveriges högsta byggnader.

### Exteriör

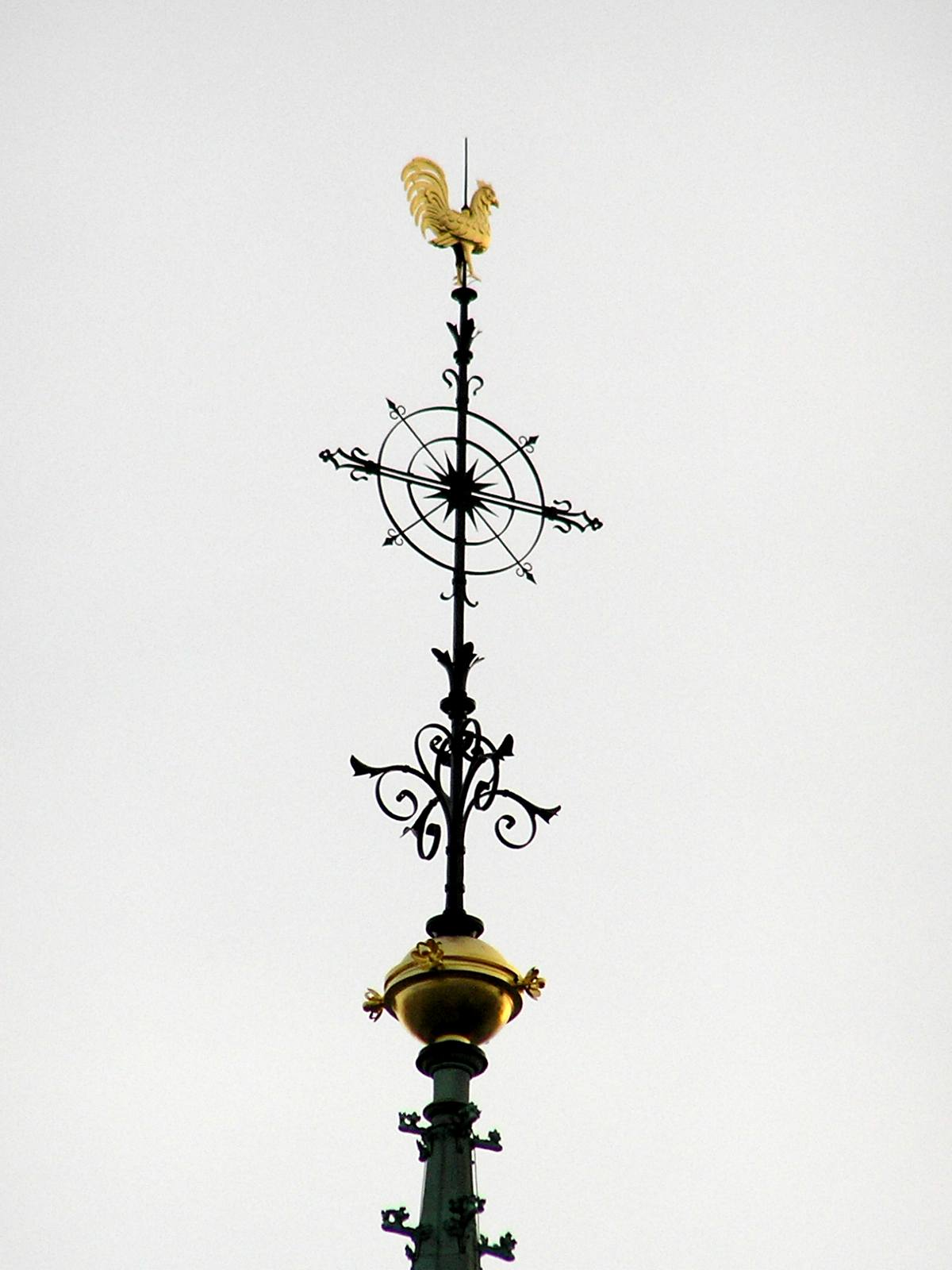
Korset och kyrktuppen på tornspetsen.
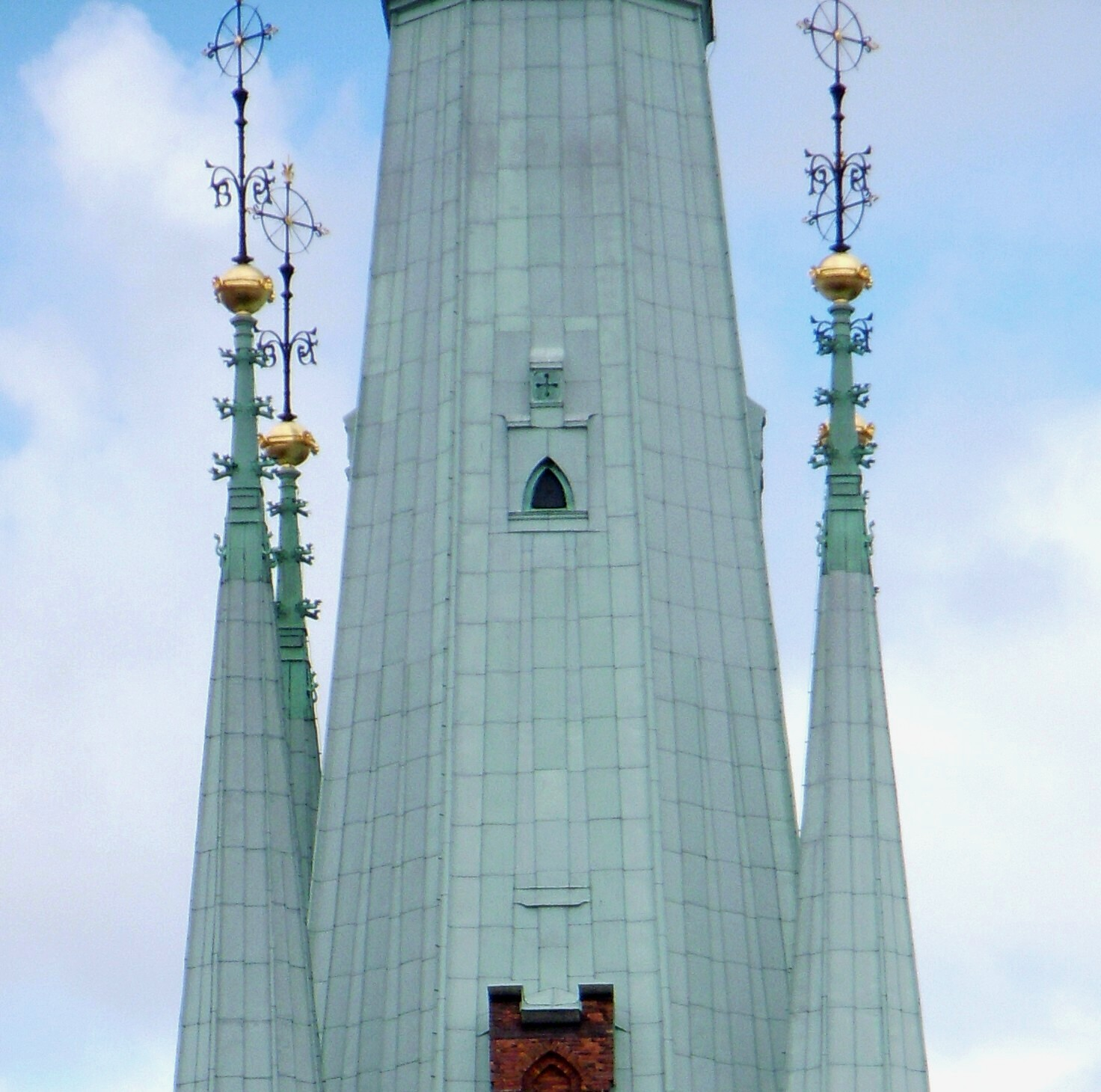
Tornspiran, mittenpartiet.
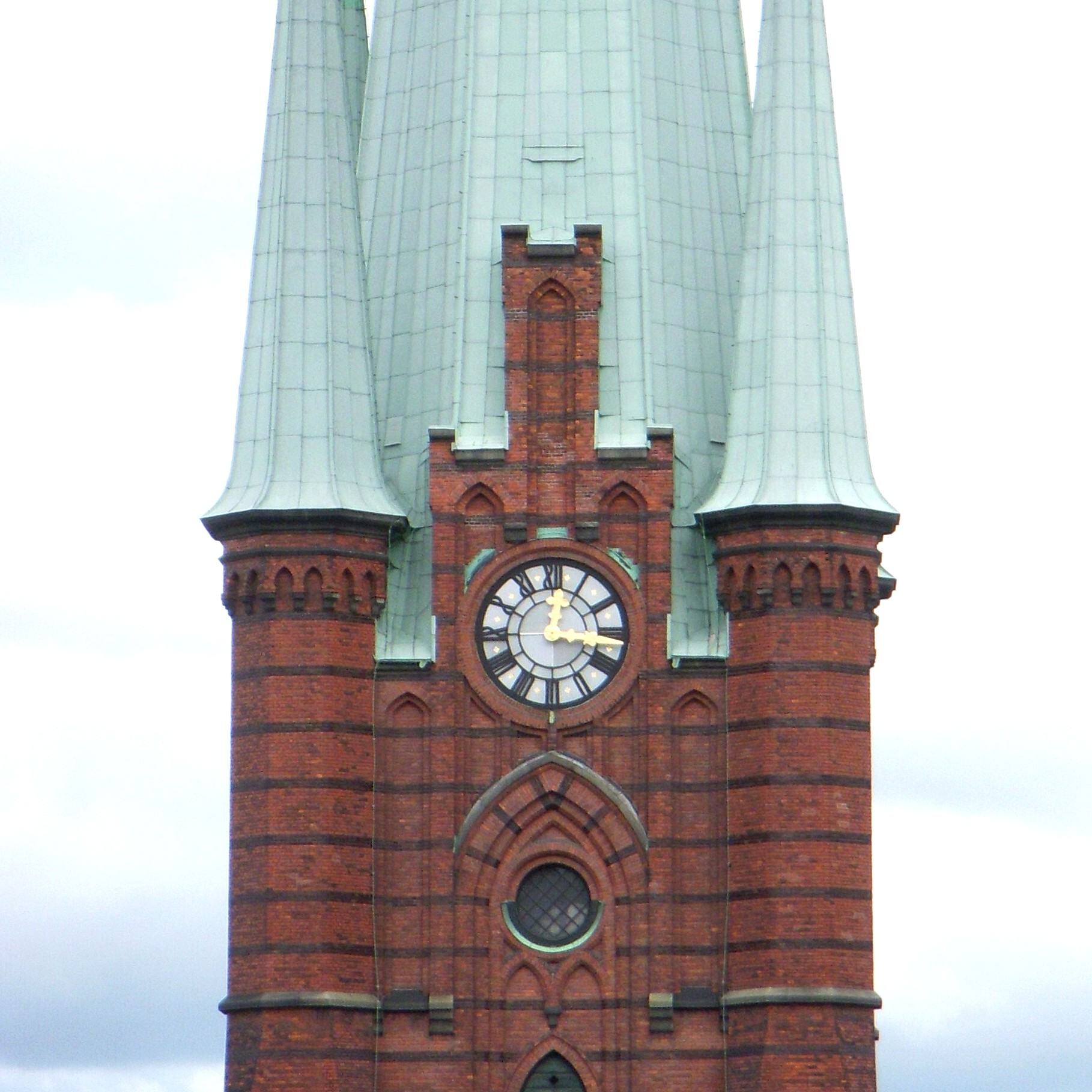
Övergång mellan torn och torntak.
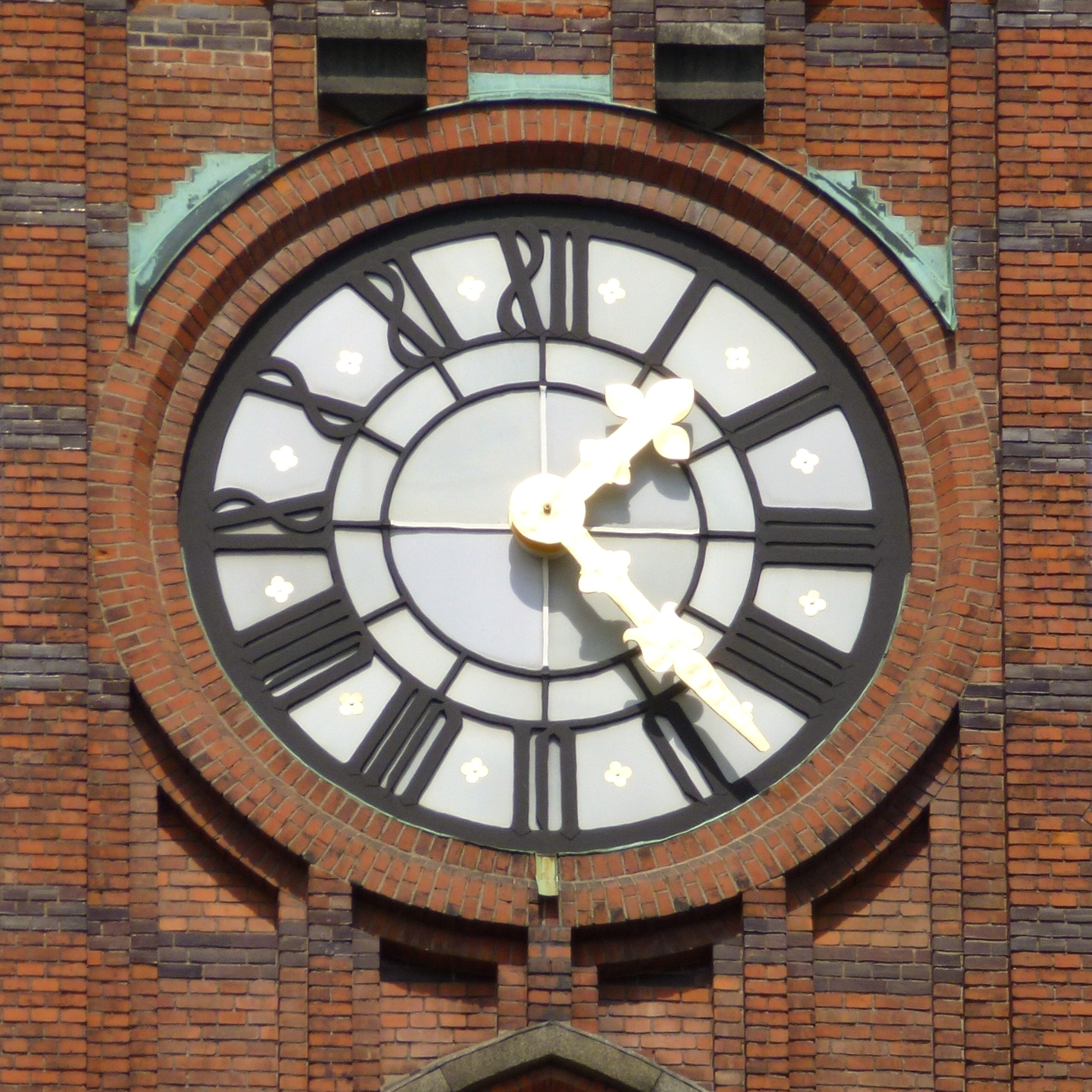
Klara kyrkas tornur.

### Interiör

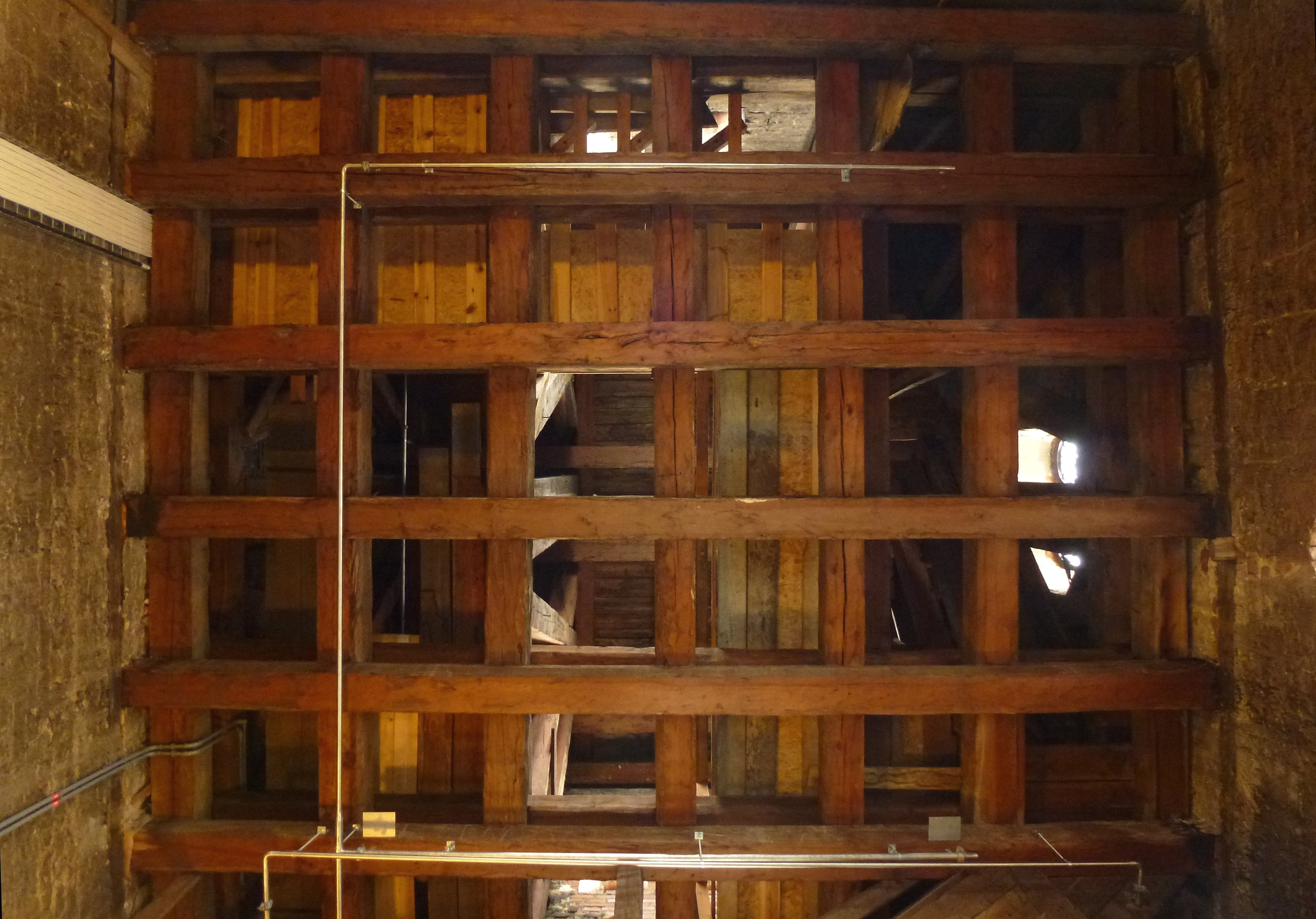
Tornet, vy rakt upp.
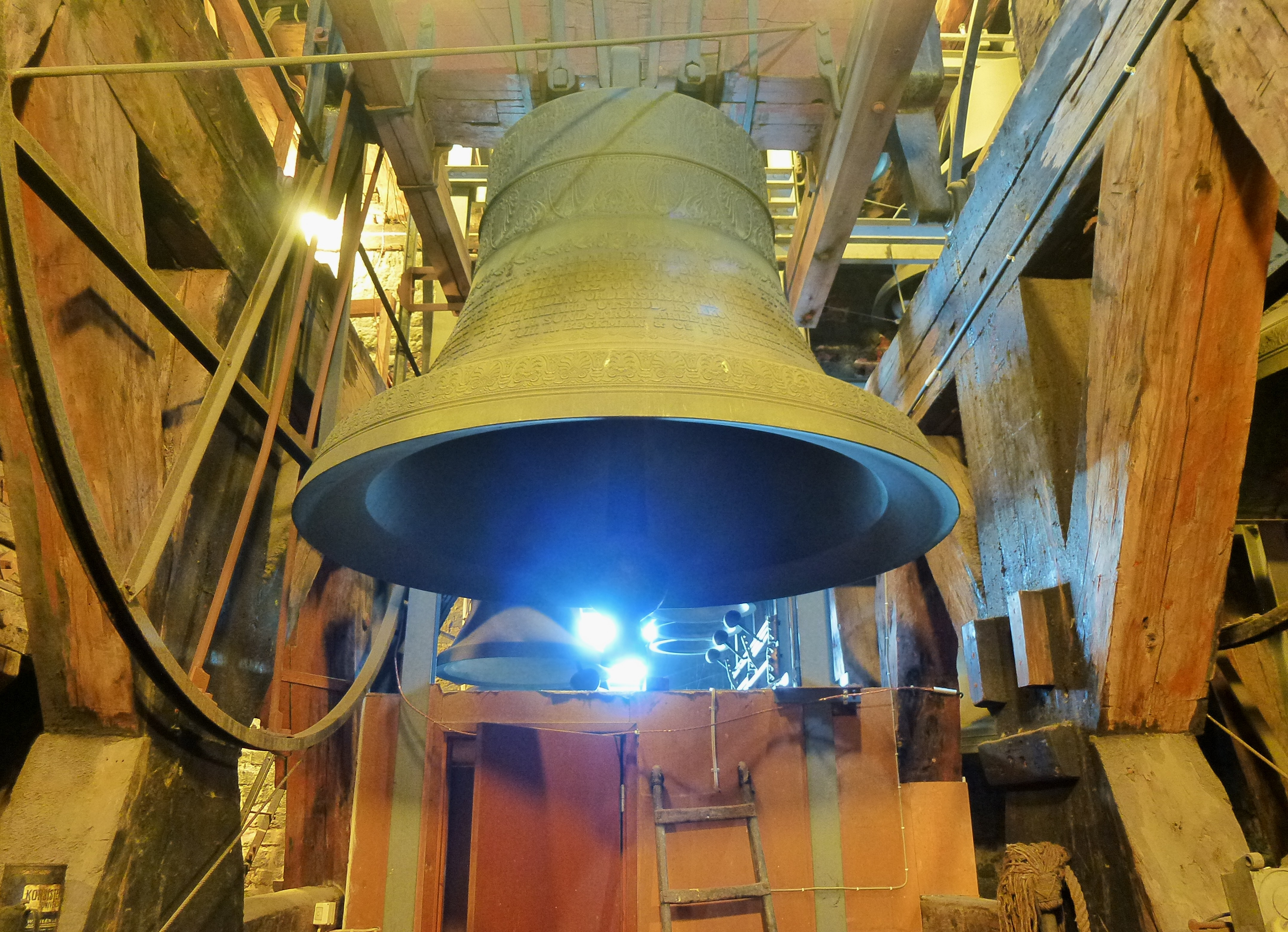
Storklockan.
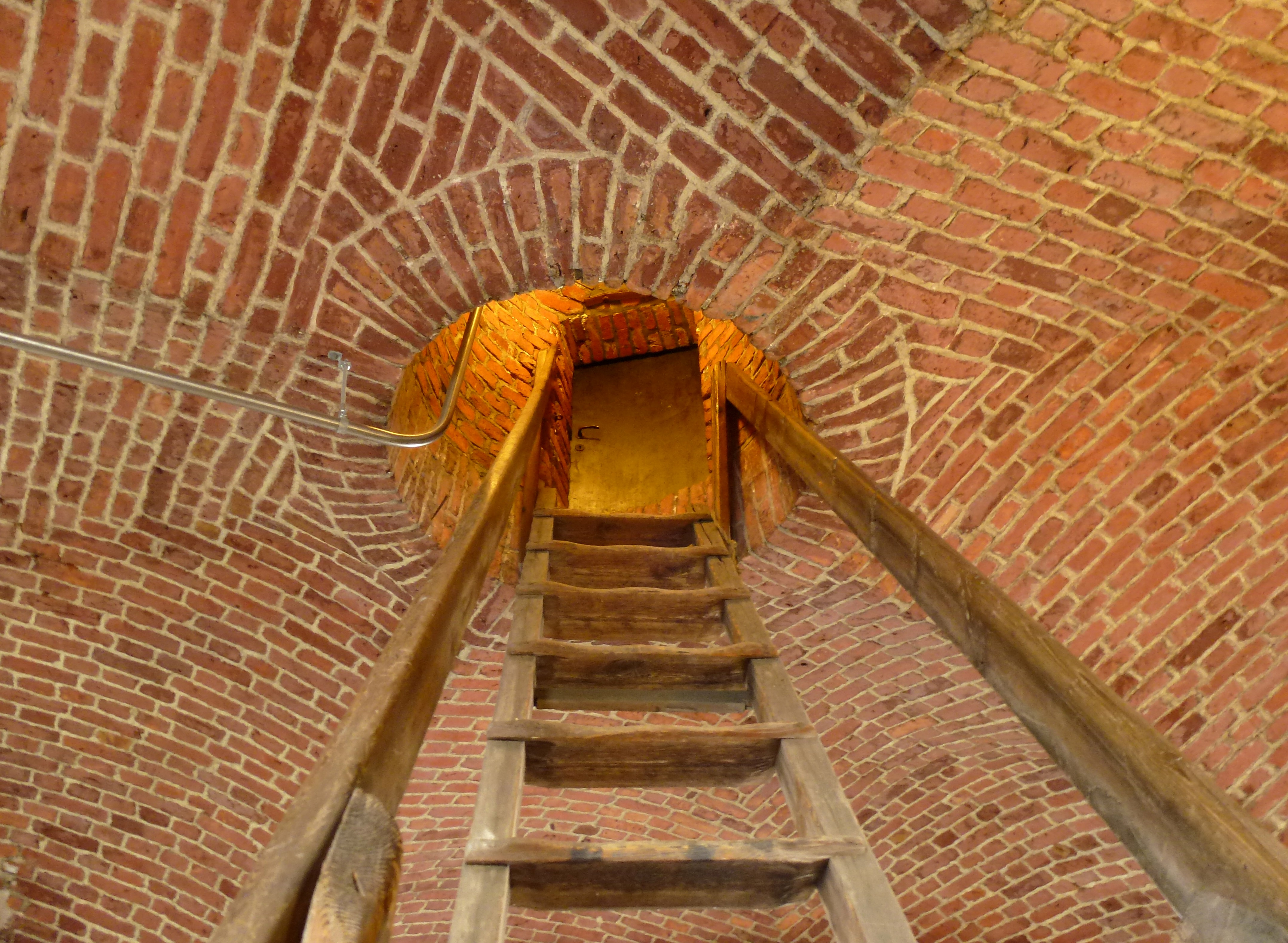
Trappan till rummet med urverket.
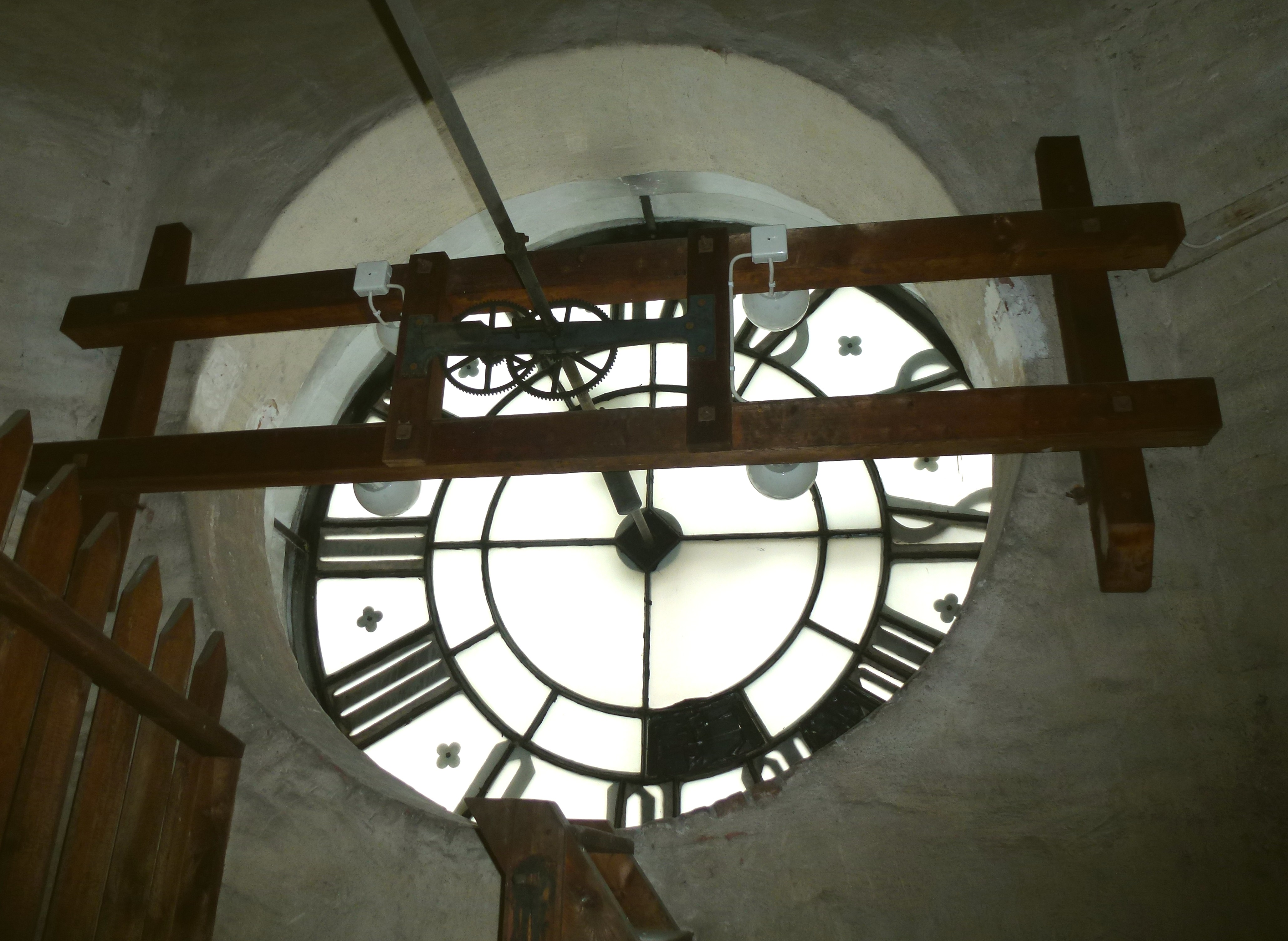
Tornuret från insidan.

### Klockspelet och tornuret

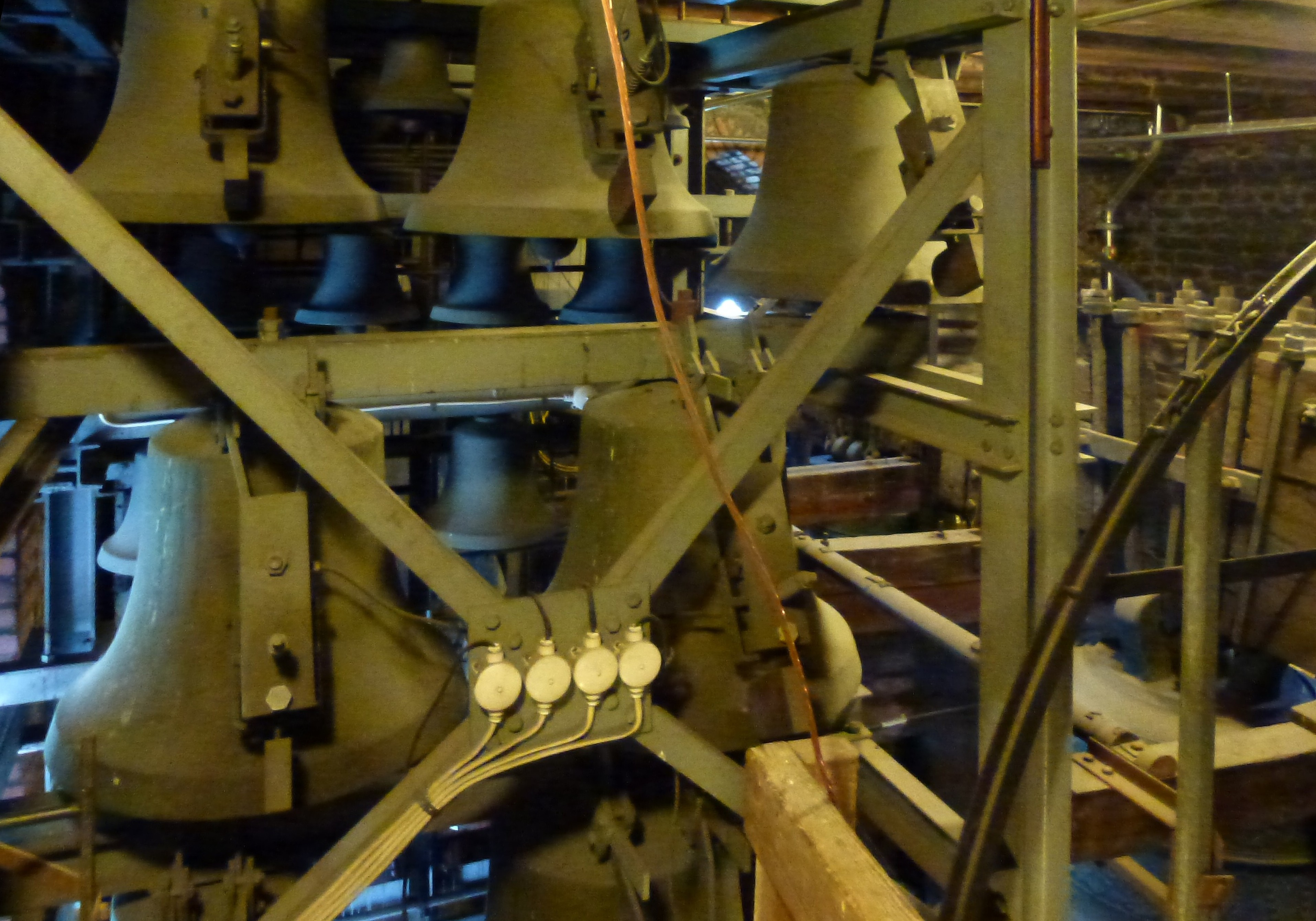
Klockspelet.

Klockspelet i Klara kyrka invigdes den 9 september 1965 och har 35 bronsklockor med kromatiskt omfång av tre oktaver. Vid konserterna spelas det manuellt med både händer och fötter från ett litet rum i tornet. I rummet finns en så kallad stockklaviatur och klockspelaren måste bära hörselskydd under spelningen. Klockorna hänger direkt över hans huvud. 
Den största klockan väger 1 700 kg, och den minsta 20 kg. Klockspelets totalvikt är 8 600 kg. Klockspelet har donerats av Gösta Åhlén och hans hustru, son till Johan Petter Åhlén. Storklockan bär inskriptionen: Dagens timmar ila – mitt i gärning bråd – hjärtat har sin vila – i en nyfödd nåd. (Anders Frostenson).
I tornet hänger fyra kyrkklockor. Två är gjutna av Johan Beckman år 1882 och två av Gerhard Meyer år 1751. De väger 4 200, 2 200, 1 200 och 700 kg.
Nuvarande tornur drivs elektriskt och installerades av Westerstrand & Söner i samband med restaureringen på 1960-talet. Det gamla urverket står kvar och hade tillverkats av välkända Linderoths urfabrik vid Drottninggatan 28.

## Gravar och kyrkogården

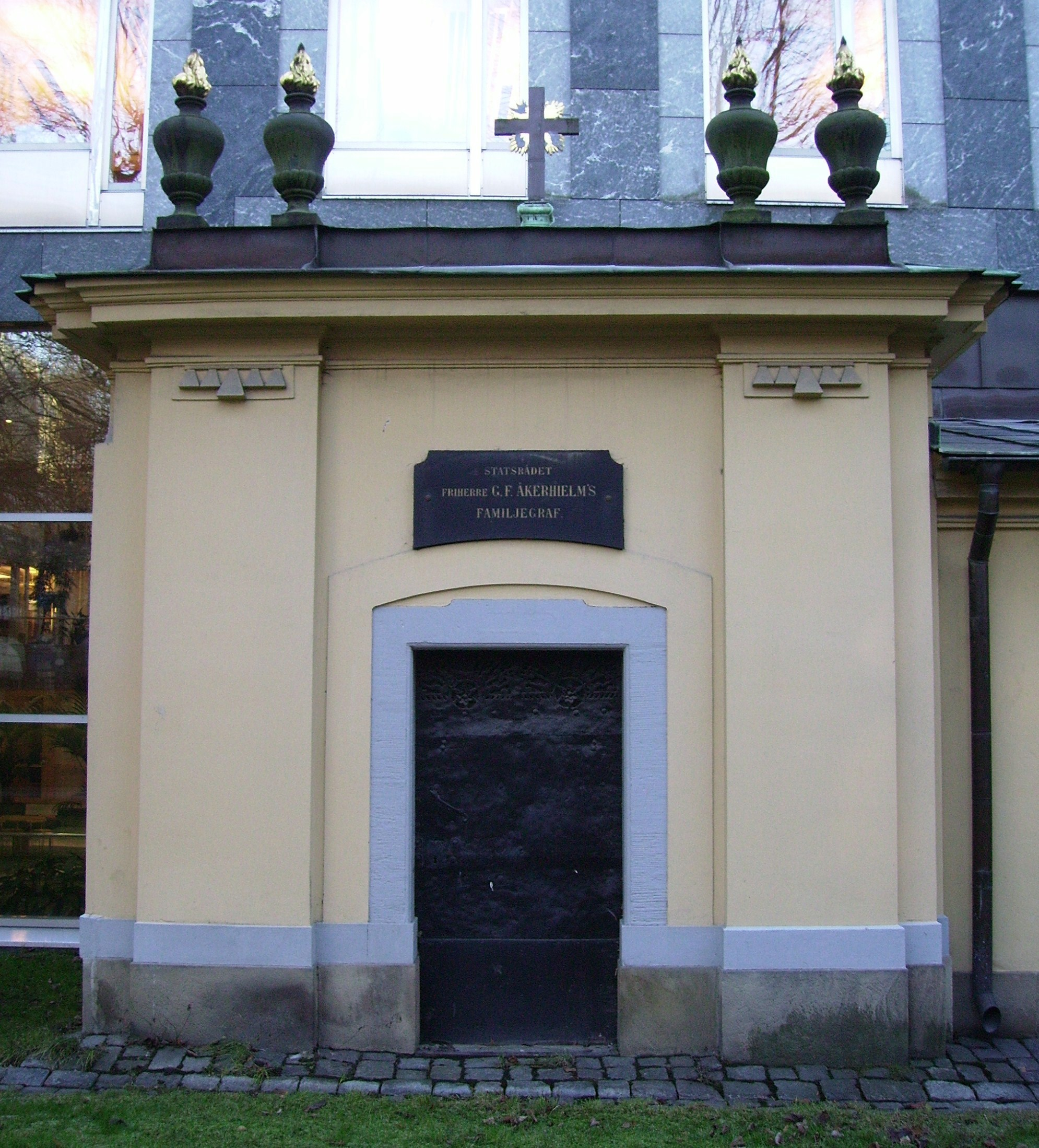
Gustaf Fredrik Åkerhielms gravkor på Klara kyrkogårds södra sida.

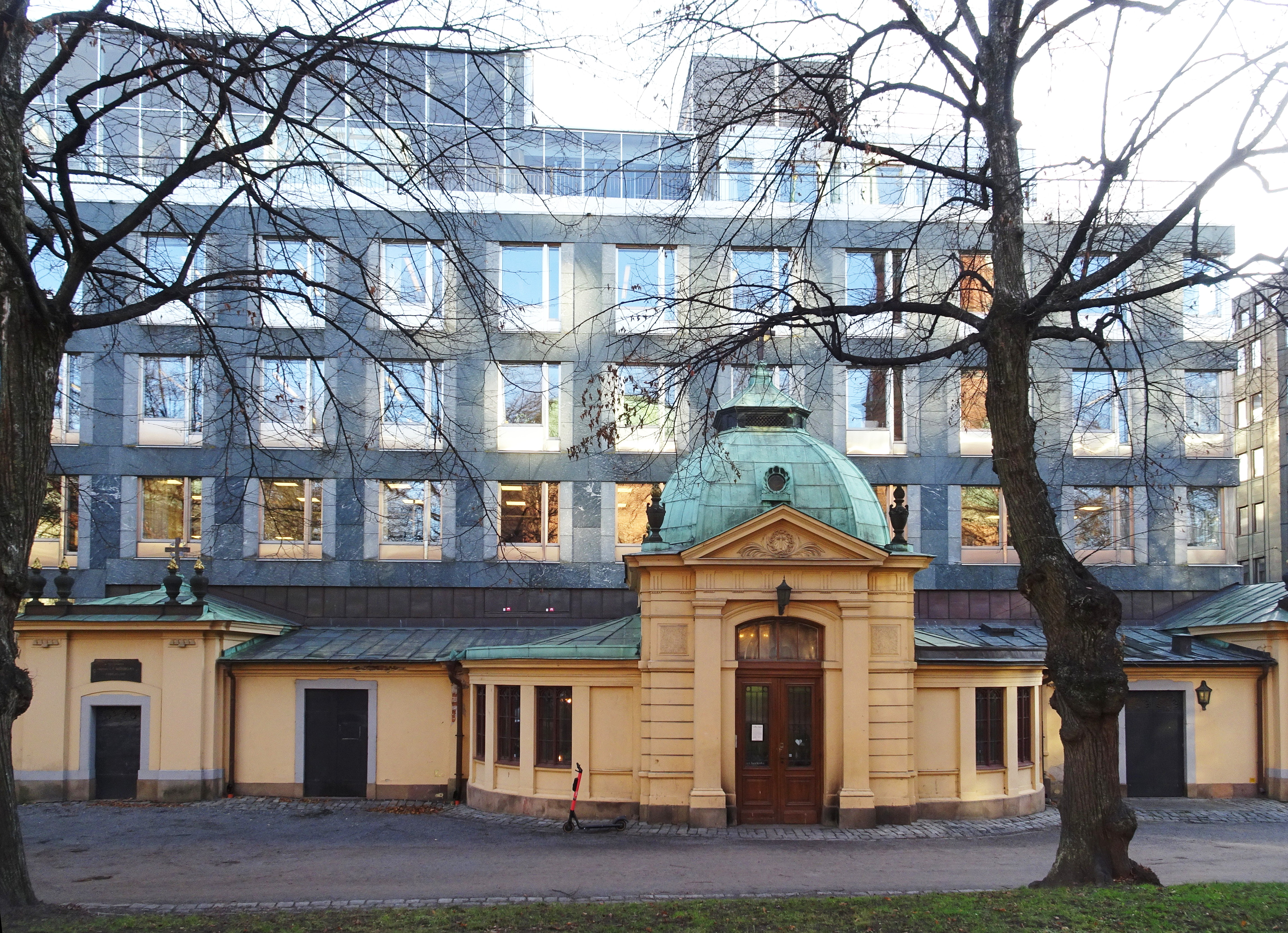
Kyrkans gravkor och begravningskapell.

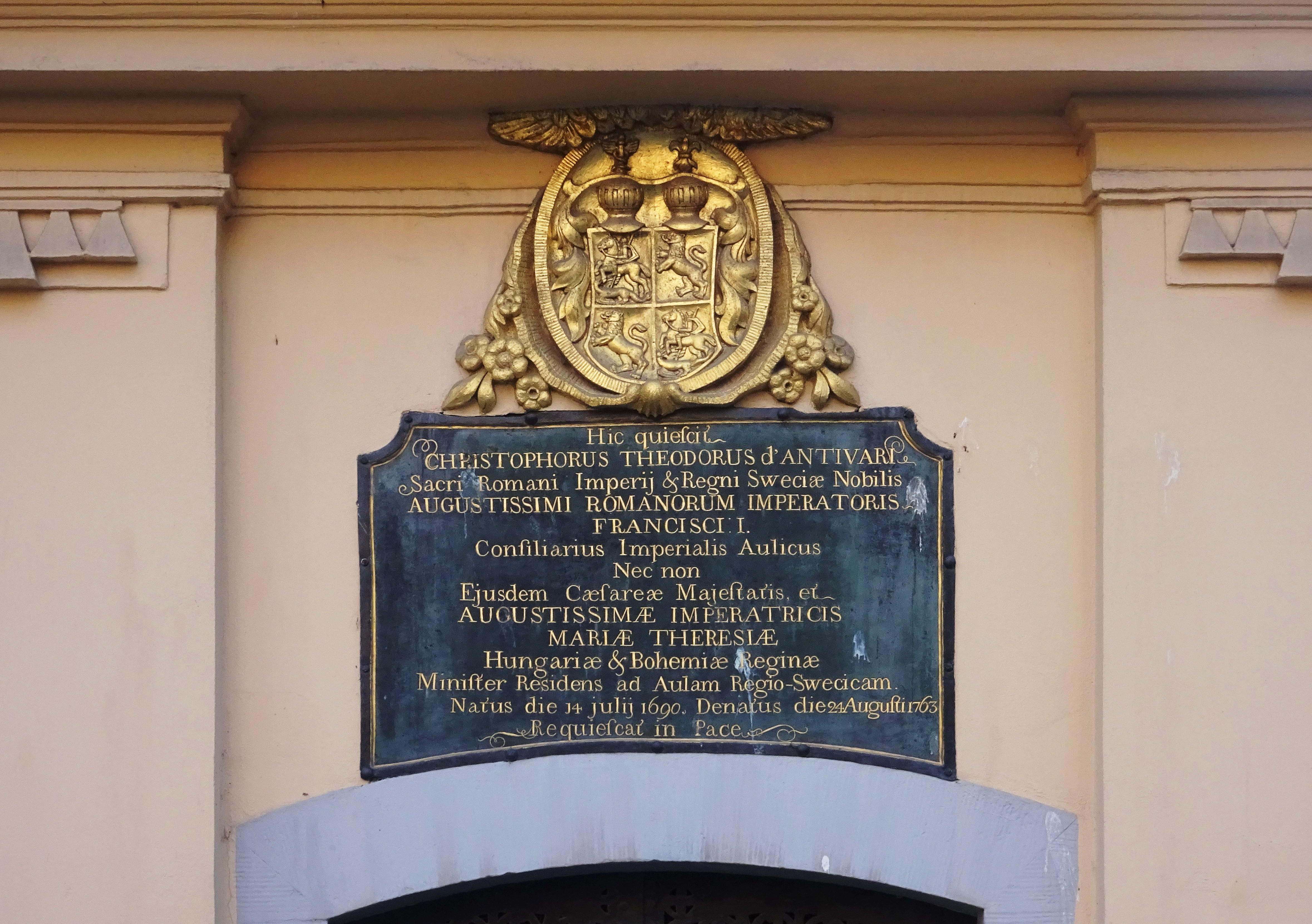
Inskriptionen på benhuset.

I norra vapenhuset finns en gravkammare med bland annat Anna Christina Wargs (Cajsa Wargs) grav. I kyrkan finns dessutom ett flertal epitafier. 
Kyrkogården är inhägnad med ett järnstaket och har ungefär samma storlek som på 1600-talet. På Klara kyrkogård återfinns gravarna för C. M. Bellman, Anna Maria Lenngren, Carl Gustaf af Leopold, Gustaf Åkerhielm, Lennart Hellsing och Johan August Sandels och Per Thunarf. Den sistnämnde var organist i Klara kyrka under omkring 30 års tid. 
På kyrkogårdens södra sida finns en rad gravkor uppförda under 1700-talet. Här fann bland andra Gustaf Fredrik Åkerhielm sin sista vila.
På benhuset märks en lång inskription på latin ägnat åt den österrikiske diplomaten Christoph Theodor Antivari (1690–1763), som var kejsarinnan Maria Theresias sändebud vid svenska hovet.
| ” | Hic quiescit CHRISTOPHORUS THEODORUS d'ANTIVARI Sacri Romani Imerrij & Regni Sweciæ Nobilis AUGUSTISSIMI ROMANORUM IMPERATORIS FRANCISCI I Confiliarius Imperialis Aulicus Nec non Ejusdem Cæsaræ Majestatis et AUGUSTISSIMÆ IMPERATRICIS MARIÆ THERESIÆ Hungariæ et BohemiæE Reginæ Minister Residens Ad Aulam Regio-Swecicam Natus die 14 julij 1690 Denatus die 24 Augusti 1763 Requiescat in Pace. | „ |

Kyrkans begravningskapell ligger mitt i raden av gravkor. Byggnaden uppfördes 1889 efter ritningar av arkitekt Gustaf Dahl. Fasaderna är målade med gul oljefärg. Yttertaket är format som en kupol och täckt med kopparplåt. Byggnaden är blåmärkt av Stadsmuseet.
I kyrkogårdens södra gräns med adress Klara södra kyrkogata 20 märks Klara kyrkas kanslibyggnad från 1986. I samband med bygget utfördes en arkeologisk undersökning av marken. Man påträffade murade källarrum av gråsten och tegel som troligen härstamma från 1300-talet och tillhörde Sankta Klara kloster.